# Рейчел Хілсон
Рейчел Наомі Хілсон (англ. Rachel Naomi Hilson; нар. 30 жовтня 1995, Балтимор, Меріленд) — американська акторка. Відома своїми ролями Джеймі Ховарда в серіалі-антології жахів «Американська історія жахів: Подвійний сеанс» і Нори Холлеран у романтичній комедії «Червоний, білий і королівський синій».

## Ранні роки
Рейчел Наомі Хілсон народилася 30 жовтня 1995 року в Балтиморі, штат Меріленд. Вона є дочкою Аніти та Роберта Хілсонів та має сестру Кімберлі. 
З трьох років Рейчел почала танцювати. Хоча вона, як і інші діти її віку, мала багато мрій, включаючи бажання стати хірургом, астронавтом, ведучою новин, а також письменницею, як Мей Джеймісон,  ілюструвати книги, її пристрасть до танців залишалася незмінною. Хілсон розповіла Backstage: «Я присвятила своє життя «Лускунчикам», весняним концертам, танцювальним таборам» і відтворенню сцен з фільму 2000 року «Центральна сцена» з Зої Салдана в ролі Єви. 
У 12 років була виявлена агентом і почала займатися акторською майстерністю. Того літа її мати переконала її відвідати Broadway Artist Alliance у Нью-Йорку. Під час прослуховування для танцювального відділення, вона також читала та виконувала пісню. Її майбутній агент Ненсі Карсон з агентства Carson-Adler запропонував їй танцювати в епізодах дитячого музичного серіалу LazyTown. Після поїздки до Ісландії з мамою для зйомок, Хілсон підписала контракт з Карсоном і пройшла прослуховування в Балтиморській школі мистецтв.
У Балтиморській школі мистецтв вона продовжувала танцювати, займатися акторською майстерністю і спортом. Хілсон вважає, що її театральна програма середньої школи допомогла їй подолати сором'язливість.
Після закінчення середньої школи Хілсон вступила до Школи індивідуального навчання Галлатін Нью-Йоркського університету, де розробила власну навчальну програму. Протягом своєї кар'єри в коледжі Хілсон з'явилася в декількох театральних постановках, включаючи «Гамлета». Вона закінчила навчання у 2018 році за спеціальністю «Письменництво та виконавська майстерність».  
У коледжі Хілсон працювала продавцем хліба, одного разу навіть обслуговувала актрису Люпіту Ніонго. 

## Кар'єра
Живучи в Балтиморі, Хілсон разом з матір'ю їздила автобусом до Нью-Йорка на прослуховування. Вони були натхненні, коли вона отримала свої перші ролі, включаючи короткометражний фільм та "Хорошу дружину", де вона зіграла Нізу, що стало її дебютом на телебаченні у 15 років. 
У статті для журналу Backstage Хілсон зазначила, що її успіх був частково везінням, адже після цього вона часто отримувала відмови. Проте, протягом наступного десятиліття вона з'являлася як запрошена зірка у багатьох телевізійних серіалах у прайм-тайм. 
Хілсон грала в епізодах таких серіалів як «Королівські болі», «Елементарно», «Медсестра Джекі», «Справа», «Мадам секретар», «Американці», «Закон і порядок: Спеціальний підрозділ жертв» і «Клуб перших дружин». 
Пізніше Хілсон знялася разом з Геллі Беррі у своєму першому повнометражному фільмі «Королі», прем'єра якого відбулася на Міжнародному кінофестивалі в Торонто у 2017 році.  Широкий прокат фільм отримав у квітні 2018 року. Хілсон зізналася, що ніяково зізналася в алергічній реакції на макіяж, коли вперше зустріла Беррі, який подарував їй набір для обличчя. Однак, проєкт став для Хілсон «мрією, що здійснилася». У тому ж році вона знову з'явилася в ролі Гармоні в музичній драмі NBC «Підйом». Хілсон з'явилася у всіх 10 епізодах. Ця роль вимагала від неї співати та грати, що дуже нагадувало їй її шкільний досвід.
У 2019 році Хілсон з'явилася у серіалі "Це ми" як підліткова версія Бет Пірсон, яку зіграла Сьюзен Келечі Вотсон.  
30 серпня 2019 року Хілсон отримала роль Мії у сиквелі фільму "Любов, Саймон" після зміни концепції персонажа сценаристами Ісааком Аптакером і Елізабет Бергер, які адаптували роль спеціально для неї. Раніше Хілсон пробувалася на роль Еббі у цьому фільмі, але вона дісталася Олександрі Шипп. Мія стала першою значущою роллю Хілсон у серіалі. Згодом Хілсон зазначила, що один з продюсерів "Це ми" фактично порекомендував її на цю роль. За іронією долі, Хілсон вперше подивилася фільм «З любов'ю, Саймон» якраз перед тим, як вона отримала роль Мії. Після того, як вона забронювала концерт, вона прочитала роман «Саймон проти Homo Sapiens Agenda», який надихнув на створення фільму. За словами Хілсон, Міа надала їй «можливість розповісти унікальну і тонку історію про молоду темношкіру дівчинку-підлітка». 21 серпня 2021 року Хілсон приєдналася до акторського складу серіалу HBO «Переможний час: Розквіт династії Лейкерс». 